# Киличли
Киличли (азерб. Kylychly) — село у Кельбаджарському районі Азербайджану. Село розташоване на річці Трту, на ділянці дороги, що з'єднує райцентр Карвачар з трасою Мартакерт — Варденіс. Село розташоване за 11 км на північний схід від міста Карвачар, за 5 км на південний захід від траси Мартакерт — Варденіс, за 5 км на схід від села Нор Веріншен, за 4 км на північний схід від села Зовк та за 2 км на південний захід від села Нор Ґеташен.